# Hideo Kodama
Hideo Kodama, 1er comte Kodama (兒玉 秀雄, Kodama Hideo), né le 19 juillet 1876 dans la préfecture de Yamaguchi au Japon et décédé à l'âge de 70 ans le 7 avril 1947, est un homme politique japonais. Il est le fils aîné du général Kodama Gentarō et l'époux de la fille du premier ministre Terauchi Masatake.

## Biographie
Né dans la préfecture de Yamaguchi en 1876, Kodama obtient un diplôme de droit de l'université impériale de Tokyo en 1900. Il entre la même année au ministère des Finances après avoir réussi l'examen de la fonction publique. Durant la guerre russo-japonaise, il est nommé au quartier-général impérial et envoyé à la péninsule du Liaodong (occupée par les Japonais) où il sert d'agent de liaison entre le gouvernement civil de Tokyo et l'armée japonaise en Mandchourie. Après la guerre, il retourne au ministère des Finances où il prend la tête de la compagnie nationale de Tabac. Il est plus tard assigné au gouvernement-général de Corée en tant que secrétaire du Conseil privé et membre de la chambre des pairs du Japon (ayant hérité de son père du titre de comte (hakushaku)). De 1916 à 1918, il sert comme secrétaire général du Cabinet. Du 26 septembre 1923 au 17 décembre 1927, Kodama est le gouverneur du territoire du Guandong. À la fin des années 1920, il devient l'administrateur civil de Corée.
En octobre 1934, il est nommé ministre des Affaires coloniales dans le gouvernement de Keisuke Okada. En février 1937, il est nommé ministre des Communications dans le gouvernement de Senjūrō Hayashi. De janvier à juillet 1940, il exerce la fonction de ministre de l'Intérieur dans le gouvernement de Mitsumasa Yonai. En 1942, il effectue une visite sur l'île de Java, occupée par les Japonais, en qualité de conseiller spécial à la demande de l'armée impériale japonaise. En 1944, Kodama est nommé ministre sans portefeuille du gouvernement de Kuniaki Koiso puis sert comme ministre de l'Éducation de février à avril 1945 dans le même gouvernement.
Après la reddition du Japon, Kodama est exclu de la fonction publique par les forces alliées. Il meurt en 1947. Sa tombe se trouve au Tama Reien à Fuchū.

## Sources
- Honoré Jean P. Fisquet, La France pontificale, Métropole de Sens, Paris, 1864